# Лемминкяйнен
Лемминкяйнен (фин. Lemminkäinen) — герой карело-финского эпоса Калевала, чародей (loitsija). Он имеет прозвище «беспечный» (lieto — 11:117) и имел славу ловеласа.
О Лемминкяйнине повествуют 11-15 руны Калевалы.

## Происхождение
Лемминкяйнен, согласно Калевале, вырос в рыбацкой деревне на берегу морского залива. В поэме он назван «калевальцем» (kalevalaisen — 15:98). Его настоящее имя было Ахти (Ahti — 12:20). Из семьи упоминается мать и сестра Айники (Ainikki — 12:17). Первой женой Лемминкяйнена была Кюлликки (Kyllikki) стала девушка с острова Саари (11:21), за которую сватали женихи из Эстонии и Ингрии. Герой насильно похищает девушку, поскольку та считает его низкородным. В Калевале подчеркивается, что Лемминкяйнен происходил из рода, который был враждебен населению острова Саари (Сааремаа).

## Мифологические события
Разочаровавшись в своей жене, Лемминкяйнен отправляется в Похъёлу свататься к дочери Лоухи. Та требует совершения подвигов-испытаний, одним из которых является поимка лося Хийси (Hiien hirven — 13:29).
Поймать лося не получается: Лемминкяйнен, названный в рунах «хитрым парнем», начинает при погоне за волшебным лосем мечтать о том, как будет нежиться с молодой женой на его шкуре. Здесь нарушается один из главных заветов: нельзя думать о брачных утехах при погоне за волшебным существом. При отсутствии удачи в поимке добычи он впадает в состояние печали (ikävä). Лишь помощь хозяйки леса (metsän emäntä: лесной ведьмы) помогает Лемминкяйнену осуществить задуманное.
Следующим заданием Лоухи требует поймать рыжую лошадь Хийси (Hiien ruskea hevonen — 14:343).
Отправившись на совершение третьего подвига, поимку волшебного лебедя (joutsen), Лемминкяйнен гибнет на берегу реки Маналы от руки слепого старика (ukko) Похьелы.
Мать Лемминкяйнена в 15 руне узнает о несчастье по окровавленному гребню (harja), находит и оживляет своего сына, после чего увозит его домой.
Когда Лемминкяйнен узнаёт, что старуха Лоухи выдаёт свою дочь за кузнеца Ильмаринена, он опять едет в Похъёлу, совершая по пути ещё несколько подвигов. На свадебном пиру вызывает на состязание и убивает хозяина Похъёлы, после чего, обернувшись орлом, вынужден скрыться от мести сначала у матери, а потом он отправляется на парусной лодке в изгнание на три года за девять морей на далёкий остров.
В последних рунах рассказывается о путешествии трёх героев страны Калевы — Вяйнемёйнена, Ильмаринена и Лемминкяйнена — к старухе Лоухи за волшебной мельницей Сампо.
По мнению финского мифолога Мартти Хаавио, история Лемминкяйнена во многом перекликается с древнеегипетским мифом об Осирисе и Исиде.

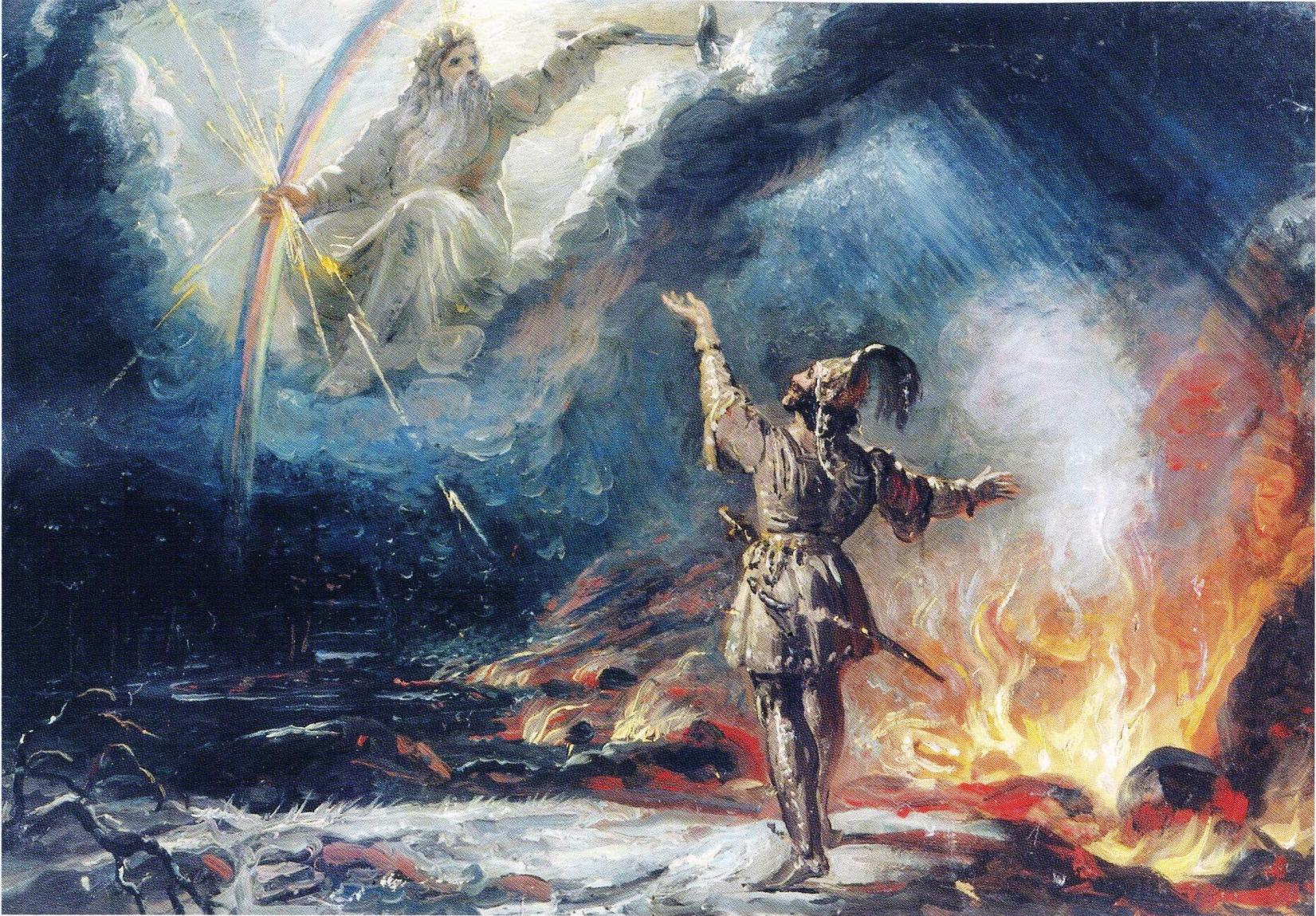
Вильгельм Экман Лемминкяйнен на огненном озере (1867) просит помощи громовержца Укко

## Образ Лемминкяйнена в искусстве
- У финского художника Аксели Гален-Каллела в цикле, посвящённом «Калевале», есть картина «Мать Лемминкяйнена».
- Также образ Лемминкяйнена лёг в основу образа Олави Коскела — главного героя романа Йоханнеса Линнанкоски «Песня об огненно-красном цветке».
- Композитор Ян Сибелиус написал сюиту «Четыре легенды о Лемминкяйнене».
- Альбом финской метал-группы Amorphis «Silent Waters» основан на истории Лемминкяйнена.
- В репертуаре минской музыкальной пост-панк группы «Петля пристрастия» имеется песня «Лемминкайнен».